# 片想いFinally
「片想いFinally」（かたおもいファイナリー）は、日本の女性アイドルグループ・SKE48の楽曲。作詞は秋元康、作曲は井上ヨシマサが担当した。2012年1月25日に、SKE48の8作目のシングルとしてavex traxから発売された。楽曲のセンターポジションは松井珠理奈と松井玲奈が務めた。

## 背景とリリース
前作「オキドキ」から2か月ぶりのリリース。TYPE-A、TYPE-B、TYPE-C、劇場盤の4形態でリリースされた。
「片想いFinally」の選抜メンバーは、前作から3人が入れ替わった。松本梨奈が初の選抜入り。向田茉夏・古川愛李は「パレオはエメラルド」以来約6か月ぶりの選抜復帰。前作の選抜メンバーだった小野晴香・木下有希子・原望奈美が選抜から外れた。作曲・編曲は井上ヨシマサが担当している。表題曲「片想いFinally」のみならず、カップリングを含めたいずれの収録曲もタイアップは付いていない。
カップリング曲のユニット名義は前作と同じで、「今日までのこと、これからのこと」が全員歌唱曲のため、当時のメンバー全員がいずれかの楽曲に参加している。なお白組が歌う「はにかみロリーポップ」は、"Hanikami Lollypop - Malu-malu Lollypop -"のタイトルで、JKT48のシングル「Flying Get」のカップリングとしてカバーされている。
キャッチコピーは「ずっと、言えない恋がある」。
CDの封入特典として、初回生産分には全国握手会参加引換券と、全16種類あるオリジナルトレーディングカードのうち1枚が付いた。

## 音楽性と批評
片想いをテーマにしたアイドル・ポップス曲。「出会い」を歌う前半はゆったりとしたメロディで、その思いが募り高ぶった感情を歌う後半のサビ部分は一転してアッパーなアレンジがなされている。この転調は見方によっては途中でカットしてつなげたかのような「思い切りのよい」もので、インタビューを受けた井上ヨシマサは、他の曲との類似性で判断するのではなく、作ったデモを聞きながら自身の中で求めているイメージと比較しこれは違うと思った場合は躊躇せずに転調してみる、という方法でアレンジしながら制作していたという。
「CDジャーナル」は、80年代歌謡（アイドル歌謡曲）を彷彿とさせるメロディ・アレンジで「ちょっぴり懐かしい雰囲気が漂う」曲で、SKE48の楽曲に多い「片想い」をテーマにした曲ながらも「これまでにない強い気持ち」を歌っていると評した。

## アートワーク
| TYPE-A 初回限定盤 表 | 松井珠理奈・松井玲奈                                           |
| TYPE-A 通常盤 表     | 金子栞・木﨑ゆりあ・須田亜香里・平松可奈子・松井珠理奈         |
| TYPE-A 裏            | 「片想いFinally」選抜メンバー16人                              |
| TYPE-B 初回限定盤 表 | 小木曽汐莉・金子栞・木﨑ゆりあ・平松可奈子・秦佐和子・古川愛李 |
| TYPE-B 通常盤 表     | 小木曽汐莉・桑原みずき・古川愛李・松井玲奈・向田茉夏           |
| TYPE-B 裏            | 「片想いFinally」選抜メンバー16名                              |
| TYPE-C 初回限定盤 表 | 須田亜香里・高柳明音・松本梨奈・向田茉夏・矢神久美             |
| TYPE-C 通常盤 表     | 大矢真那・木本花音・高柳明音・秦佐和子・松本梨奈・矢神久美     |
| TYPE-C 裏            | 「片想いFinally」選抜メンバー16名                              |
| 劇場盤 表            | 木﨑ゆりあ・高柳明音・松井珠理奈・松井玲奈・矢神久美           |

通常盤TYPE-A、TYPE-B、TYPE-Cの順につなげることで、1枚の絵が完成する。ジャケットに描かれているタイトルロゴは、チームKIIの高柳明音によるもので、選抜メンバー16人がそれぞれデザインした案の中から選ばれている。なお、CD表のプリント面には採用されなかったものを含めた16種類のロゴが印刷されている。

## チャート成績
発売前日である2012年1月24日付オリコンデイリーシングルチャートで推定売上枚数約28万5000枚を記録して1位。前作「オキドキ」の初日売上である約28万3000枚を上回り、自己最高の初日売上を記録した。同時に、2009年3月の推定売上枚数公開以降における、姉妹グループの母体であるAKB48以外のシングルの中で最も高い枚数も記録した。
2012年2月6日付オリコン週間シングルチャートで初登場1位を記録。「バンザイVenus」から4作連続、通算4作目の1位となった。初動売上は約49万6000枚に達しており、前作「オキドキ」の初動売上約38万3000枚を超えたほか、SKE48のシングルとして初めて初動40万枚を突破した。またSKE48のシングルはデビュー以降リリースごとに初動売上を伸ばしており、その記録は本作まで続いた（次作「アイシテラブル!」の初動売上は約47万2000枚であり本作を下回った）。

## ミュージック・ビデオ
ミュージック・ビデオ（MV）は同性愛、嫉妬、いじめ、略奪、快楽、暴力などを描いた内容となっている。ロケ撮影地は、沖縄県国頭郡金武町。監督は前シングル「オキドキ」に引き続いて丸山健志（KRK PRODUCE）が務めた。

## ライブ・パフォーマンス
この曲は2011年12月18日に名古屋市のポートメッセ名古屋で行われた握手会ミニライブにおいて、初披露された。衣装はえんじ色をベースとした制服風のもので、ライブパフォーマンスも従前のシングル表題曲とは異なり笑顔を見せず緊張感を持たせたものとなっている。
このほか、2012年1月27日の『ミュージックステーション』で披露されている。

## シングル収録トラック

### TYPE-A
| #         | タイトル                                        | 作詞      | 作曲         | 編曲         | 時間  |
| --------- | ----------------------------------------------- | --------- | ------------ | ------------ | ----- |
| 1.        | 「片想いFinally」                               | 秋元康    | 井上ヨシマサ | 井上ヨシマサ | 4:32  |
| 2.        | 「はにかみロリーポップ」(白組)                  | 秋元康    | 池澤聡       | 増田武史     | 4:00  |
| 3.        | 「今日までのこと、これからのこと」              | 秋元康    | 白戸佑輔     | 板垣祐介     | 5:26  |
| 4.        | 「片想いFinally（off vocal）」                  |           |              |              |       |
| 5.        | 「はにかみロリーポップ（off vocal）」           |           |              |              |       |
| 6.        | 「今日までのこと、これからのこと（off vocal）」 |           |              |              |       |
| 合計時間: | 合計時間:                                       | 合計時間: | 合計時間:    | 合計時間:    | 27:59 |

| #  | タイトル                                             | 作詞 | 作曲・編曲 |
| -- | ---------------------------------------------------- | ---- | ---------- |
| 1. | 「「片想いFinally」music video」                     |      |            |
| 2. | 「「はにかみロリーポップ」music video」              |      |            |
| 3. | 「特典映像「SKE48紅白対抗 マル秘芸認定大会 PART1」」 |      |            |

### TYPE-B
| #         | タイトル                                        | 作詞      | 作曲         | 編曲         | 時間  |
| --------- | ----------------------------------------------- | --------- | ------------ | ------------ | ----- |
| 1.        | 「片想いFinally」                               | 秋元康    | 井上ヨシマサ | 井上ヨシマサ | 4:31  |
| 2.        | 「声がかすれるくらい」(紅組)                    | 秋元康    | 岡村郁二郎   | 岡村郁二郎   | 4:01  |
| 3.        | 「今日までのこと、これからのこと」              | 秋元康    | 白戸佑輔     | 板垣祐介     | 5:26  |
| 4.        | 「片想いFinally（off vocal）」                  |           |              |              |       |
| 5.        | 「声がかすれるくらい（off vocal）」             |           |              |              |       |
| 6.        | 「今日までのこと、これからのこと（off vocal）」 |           |              |              |       |
| 合計時間: | 合計時間:                                       | 合計時間: | 合計時間:    | 合計時間:    | 27:59 |

| #  | タイトル                                             | 作詞 | 作曲・編曲 |
| -- | ---------------------------------------------------- | ---- | ---------- |
| 1. | 「「片想いFinally」music video」                     |      |            |
| 2. | 「「声がかすれるくらい」music video」                |      |            |
| 3. | 「特典映像「SKE48紅白対抗 マル秘芸認定大会 PART2」」 |      |            |

### TYPE-C
| #         | タイトル                                        | 作詞      | 作曲         | 編曲           | 時間  |
| --------- | ----------------------------------------------- | --------- | ------------ | -------------- | ----- |
| 1.        | 「片想いFinally」                               | 秋元康    | 井上ヨシマサ | 井上ヨシマサ   | 4:31  |
| 2.        | 「寡黙な月」(セレクション8)                     | 秋元康    | 近藤圭一     | 野中“まさ”雄一 | 4:13  |
| 3.        | 「今日までのこと、これからのこと」              | 秋元康    | 白戸佑輔     | 板垣祐介       | 5:26  |
| 4.        | 「片想いFinally（off vocal）」                  |           |              |                |       |
| 5.        | 「寡黙な月（off vocal）」                       |           |              |                |       |
| 6.        | 「今日までのこと、これからのこと（off vocal）」 |           |              |                |       |
| 合計時間: | 合計時間:                                       | 合計時間: | 合計時間:    | 合計時間:      | 28:24 |

| #  | タイトル                                                     | 作詞 | 作曲・編曲 |
| -- | ------------------------------------------------------------ | ---- | ---------- |
| 1. | 「「片想いFinally」music video」                             |      |            |
| 2. | 「特典映像I 「SKE48紅白対抗マル秘芸大会」」                  |      |            |
| 3. | 「特典映像II「KIIオリジナル公演への軌跡」documentary movie」 |      |            |

### 劇場盤
| #  | タイトル                           | 作詞   | 作曲         | 編曲         | 時間 |
| -- | ---------------------------------- | ------ | ------------ | ------------ | ---- |
| 1. | 「片想いFinally」                  | 秋元康 | 井上ヨシマサ | 井上ヨシマサ | 4:31 |
| 2. | 「はにかみロリーポップ」(白組)     | 秋元康 | 池澤聡       | 増田武史     | 4:00 |
| 3. | 「声がかすれるくらい」(紅組)       | 秋元康 | 岡村郁二郎   | 岡村郁二郎   | 4:01 |
| 4. | 「SKE48 8th single medley」        |        |              |              |      |
| 5. | 「片想いFinally off vocal」        |        |              |              |      |
| 6. | 「はにかみロリーポップ off vocal」 |        |              |              |      |
| 7. | 「声がかすれるくらい off vocal」   |        |              |              |      |

## 選抜メンバー
- 大矢真那
- 小木曽汐莉
- 金子栞
- 木﨑ゆりあ
- 木本花音
- 桑原みずき
- 須田亜香里
- 高柳明音
- 秦佐和子
- 平松可奈子
- 古川愛李
- 松井珠理奈
- 松井玲奈
- 松本梨奈
- 向田茉夏
- 矢神久美